# Sándor Tarics
Alex Tarics (* 23. September 1913 als Sándor Tarics in Budapest; † 21. Mai 2016 in San Francisco, Kalifornien) war ein ungarischer Wasserballspieler und besonders in den Vereinigten Staaten ein bekannter Architekt.
Tarics nahm an den Olympischen Spielen 1936 in Berlin teil, wo er im Gruppenspiel gegen Malta, das Ungarn 12:0 gewann, eingesetzt wurde; er warf dabei vier Tore. Ungarn qualifizierte sich für die Finalrunde, in der Tarics aber nicht eingesetzt wurde. Nach einem 5:0-Sieg gegen Frankreich reichte ein 2:2-Unentschieden der Ungarischen Nationalmannschaft (György Bródy, Kálmán Hazai, Olivér Halassy, Márton Homonnay, Jenő Brandi, János Németh, Mihály Bozsi, István Molnár, György Kutasi und Miklós Sárkány) gegen Deutschland zum Gewinn der Goldmedaille.
Tarics wanderte 1948 in die USA aus, wo er an den Universitäten Berkeley und Fort Wayne Bauingenieurwesen studierte. Das Studium schloss er mit einem Doktorgrad ab.
Zuletzt war Tarics der älteste noch lebende Olympiasieger des Jahres 1936 und seit dem Tod des italienischen Radrennfahrers Attilio Pavesi im August 2011 der älteste noch lebende Goldmedaillen-Gewinner bei Olympischen Spielen. Tarics war als Besucher beim Wasserballendspiel der Olympischen Sommerspiele 2008 in Peking. Bei den Olympischen Spielen 2012 in London war er als Ehrengast dabei.
Er lebte zuletzt im Nobelort Belvedere nahe San Francisco.